# Algiza
Algiza foi é uma diocese católica, hoje extinta localizada na província romana da Ásia, da qual se mantém apenas o nome e cujo título é concedido a um bispo auxiliar ou coadjutor. Esta diocese era sufragânea de Éfeso, hoje no território da Turquia.